# Dasychira infima
Dasychira infima är en fjärilsart som beskrevs av Holland 1890. Dasychira infima ingår i släktet Dasychira och familjen tofsspinnare. Inga underarter finns listade i Catalogue of Life.